# 北国の春
「北国の春」（きたぐにのはる）は、1977年4月5日に発売された千昌夫のシングルレコードである。発売元はミノルフォンレコード・徳間音楽工業（現：徳間ジャパンコミュニケーションズ）。品番はKA-1050。

## 解説
オリコンシングルチャートでは、100位以内初登場から通算92週目でミリオンセラー達成（連続92週ではない）。この数字は、後年に至るまでミリオンセラー達成までの100位圏内チャートイン週数が歴代1位であった。その後、2003年に中島みゆきが「地上の星／ヘッドライト・テールライト」で新記録を樹立し（139週）、以後は歴代2位となっている。同チャートでは1979年2月5日付と4月2日付で最高位の6位を獲得。同チャートの100位以内チャートイン数は通算134週、連続111週（1978年1月16日付〜1980年2月18日付）となっている。
タイトル曲「北国の春」は、都会で暮らす男性が実家から届いた小包を受け取り、早春期の故郷や家族、かつての恋心などを想う内容の歌詞である。
当時テレビの歌番組に出演する際は師匠の遠藤実の反対を押し切り、演出として古びた外套に帽子、丸縁眼鏡に使い込んだトランクを下げ、ゴム長靴、首には手ぬぐいを巻き、背中に風呂敷包みを抱え、コートのボタンをひとつかけ違うという出稼ぎスタイル姿で歌唱していた。これはファンに親近感を持ってもらうためで、千昌夫が古道具屋で5万4千円で仕入れたもの。
師匠の遠藤実は「いくらなんでも、みっともないからそんな馬鹿なカッコはやめてくれ！」と反対したが、師匠の言うことには絶対服従の千昌夫も、このアイデアには自信があり、「アイドルと違って、演歌勢はめったにテレビに出られないんです。たまに出演するときぐらいは目立たなくちゃ」と反対に師匠を説き伏せた。
ミリオンヒットになった要因に、千の出稼ぎスタイルが影響したこともあり、後に遠藤実は「いや、恐れ入った。千はたいへん凄いプロデューサーだよ」と脱帽したという。
タイトルにもある「北国」がどこを指しているか、具体的な地名は歌詞中に登場しないが、作詞者のいではくが後に自身の故郷（長野県南牧村）がある信州の情景を描いたと語っている。一方作曲者の遠藤実は、いではくの詞をもとに自身の故郷（少年時代を過ごした疎開先）の新潟県をイメージして作曲したという。当初「北国の春」はB面曲として予定されていたが、急遽A面曲としての発売となった。B面曲（当初はA面曲の予定だった）の「東京のどこかで」は遠藤実の曲が先にでき、後からいではくの詞がつけられた。
「北国の春」の累計売上は300万枚。
同曲のヒットで千昌夫は、1977年大晦日放送の『第28回NHK紅白歌合戦』に第22回（1971年）以来6年振りの出場を果たした。以降、同楽曲の超ロングセラーにより第29回（1978年）、第30回（1979年）と3年連続で披露するに至っている。また『紅白歌合戦』において、3年連続で同一曲を歌唱するのは「北国の春」が史上初めてであった。司会の山川静夫が「3年続けて同じ曲！」と紹介し、歌手席や客席から「待ってました！」の声が上がった。
その後も第33回（1982年）と、昭和時代が終わりを迎えた1989年の『第40回NHK紅白歌合戦』（初めて2部構成となった紅白）前半部分「昭和の紅白」でも歌われた。20世紀内における紅白では、ひとりの歌手にもっとも多く歌われた楽曲のひとつになっている（もう一曲は、渡辺はま子「桑港のチャイナ街（サンフランシスコのチャイナタウン）」で、特別出演を含めて同じく5回）。21世紀になってからは、2011年の第62回でも歌われた。
TBSテレビの『ザ・ベストテン』は10位以内のランクインはならなかった（最高位12位）が、1979年1月18日放送分において「今週のスポットライト」内で唯一の出演を果たしている。
中国語やタイ語の歌詞を付けたカバーバージョンが多数存在する。これに対していではくは、若い頃、冒険家・登山家になるのが夢だった自分の夢と照らし合わせ、「同曲が自分の夢を、代役として務めているような気がする」と語っている。鈴木明の調べによると、中国を含めアジア圏で15億人に歌唱されているという。一方で、フィリピンや韓国では流行しなかった。
2010年にテレサ・テン文化教育基金が行ったテレサの曲のインターネット人気投票において、総得票数の49%（約982万票）を獲得して『北国之春』が1位となった。（2位『我只在乎妳（時の流れに身をまかせ）』約95万票、3位『月亮代表我的心』約91万票）
1984年2月24日放送のテレビ朝日『ドラえもん』の『ホンワカキャップ』でジャイアンが同曲を歌唱している。これに対しスネ夫は『やめろ！やめろ！下手くそ。やめろと言ってるんだ！下手くそ。下手を下手と言って何が悪いんだ。けっ！何が北国の春だ！』と返した。原作は小学館『てんとう虫コミックス』第30巻に収録されているが、この台詞は原作にはないテレビアニメのオリジナルである。

## 収録曲
- 全曲、作詞: いではく、作曲: 遠藤実、編曲: 京建輔

1. 北国の春 (4:00)
2. 東京のどこかで (3:40)

## 関連作品
- 青春歌年鑑 演歌/歌謡編 1970年代ベスト
- 歌王 演歌名曲120
- 演歌の頂天

## 日本の主なカバー
- 石川さゆり - （1980年）アルバム『あなたに帰りたい』収録
- 大川栄策 - アルバム『大川栄策名曲選／稲妻』収録
- 冠二郎 - アルバム『名曲カバー傑作撰』収録
- 桑田佳祐 - Blu-ray・DVD『THE ROOTS 〜偉大なる歌謡曲に感謝〜』『平成三十年度! 第三回ひとり紅白歌合戦』収録
- 徳永ゆうき - （2014年）アルバム『ゆうきのうた～故郷編～』収録
- 新沼謙治 - アルバム『名曲カバー傑作撰』収録
- 氷川きよし  - （2010年）アルバム 『氷川きよし・演歌名曲コレクション13〜虹色のバイヨン〜』収録
- 藤圭子 - （1979年）アルバム『～10周年記念～涙唱 藤圭子 船村徹・遠藤実 作品集』『GOLDEN☆BEST 藤圭子 ヒット&カバーコレクション 艶歌と縁歌』収録
- 藤原浩 - （2009年）アルバム『真情～遠藤実トリビュート～』収録
- 細川たかし - アルバム『名曲カバー傑作撰』収録
- 水森かおり - （2015年）アルバム『歌謡紀行14 ～大和路の恋～』収録
- 美空ひばり - （1980年）アルバム『おまえに惚れた』『カバーソングコレクション〜ひばり演歌をうたう』収録
- みちのく娘! - （2020年）アルバム『みちのく物語』収録
- 三山ひろし - （2010年）アルバム『歌い継ぐ!昭和の流行歌』収録
- 最上川司 - （2015年）アルバム『奥の唄道』収録
- 八代亜紀 - アルバム『八代亜紀大全集』収録
- 山内惠介 - （2013年）アルバム『時代を超えた同歳』収録

## 日本国外の主なカバー
- 文夏(台湾語) - 「北国之春」
- 葉啓田(台湾語) - 「晴空万里」（訳：青空どこまでも）
- 蔡秋鳳(台湾語) - 「懷念的春天」（訳：懐かしい春）
- 洪栄宏(台湾語) - 「思郷的人」（訳：故郷を思う人）
- 謝莉婷＆林慶宗(台湾語) - 「深深的愛」（訳：深い愛）
- 黃瑞琪(台湾語) - 「沙西米甲娃沙美」（訳：刺身とわさび）
- テレサ・テン(台湾・標準中国語) - 「我和你」（訳：私とあなた）
- テレサ・テン(日本語と台湾・標準中国語) - 「北国之春」
- 余天(台湾・標準中国語) - 「榕樹下」（訳：ガジュマルの下で）
- 林玉英(台湾・標準中国語) - 「地雷水餃股票」（訳：地雷銘柄にクズ銘柄）
- 蒋大為(中華人民共和国・標準中国語) - 「北国之春」
- 江智民(中華人民共和国・標準中国語) - 「故郷的雨」
- 谷行雲(シンガポール・標準中国語) - 「春的懐念」（訳：春の懐かしさ）
- 蘇徳存(マレーシア・海南語) - 「想当初」（訳：最初の頃を思い出す）
- 薰妮(香港・広東語) - 「故郷的雨」
- 鄭子固(香港・広東語) - 「故郷的雨」
- 張偉文(香港・広東語) - 「故郷的雨」
- 鍾文康(香港・広東語) - 「故郷的雨」
- 曼里(中華人民共和国・広東語) - 「故郷的雨」
- 劉亮鷺(中華人民共和国・広東語) - 「故郷的雨」
- zh:潘秀瓊(シンガポール・広東語) - 「故郷的雨」
- 劉珺兒(マレーシア・広東語) - 「故郷的雨」
- 劉珺兒(マレーシア・広東語) - 「情深海更深」
- アンディ・ラウ(香港・標準中国語と広東語) - 「北国之春之榕樹下之故郷的雨」

ほかに、チベット語、タイ語、ベトナム語、ミャオ語、モンゴル語など。
- Mario(インドネシア語) - 「Kutermenung」（訳：私は思う）

- The Hot Pepper Singers (ฮอตเปปเปอร์)(タイ語) - 「คอยวันจะได้เจอ」（訳：君と会うのが楽しみ）

- 夕チアンナ・ラケル (ポルトガル語) - 「Primavera no norte do país」（訳：北国の春）(SoundCloud only)